# Козявки (подсемейство)
Козявки (лат. Galerucinae) — подсемейство жуков из семейства листоедов, насчитывающее более 5800 видов.

## Распространение
Встречаются всесветно. Galerucinae s. str. (без Alticini) по зоогеографическим областям представлены следующим образом: Ориентальный регион — 186 родов (34,3 %), Афротропика — 174 родов (32 %), Палеарктика — 159 родов (29,1 %), Неотропика — 105 родов (19,3 %), Австралия — 62 рода (11,4 %), Неарктика — 34 рода (6,3 %). Наивысший уровень родового эндемизма отмечен в Афротропике, где 148 рода из 174 эндемики региона (31 род эндемичен для Мадагаскара) и Неотропике, где 76 родов из 105 эндемики региона.

## Описание
Козявки — жуки мелких и средних размеров.
Различают собственно козявок Galerucinae s. str. и земляных блошек Alticini (иногда в ранге Alticinae s. str.). Эти две группы имеют очень похожие морфологические признаки. Ключевым морфологическим признаком, используемым для различения обеих групп, является сухожилие разгибателя бедра (metafemoral extensor tendon, МЕТ) в задних бёдрах (также известное как metafemoral spring, metafemoral apodeme, или орган Маулика, Maulik’s organ), которое представляет собой структуру, допускающую большие прыжки для спасения от хищников.

## Экология и местообитания
Большая часть представителей подсемейства питаются двудольными растениями, и лишь немногие предпочитают однодольные. Небольшая часть видов — сельскохозяйственные вредители. Некоторые используются в роли биологического инструмента в борьбе с сорными растениями.

## Классификация
По данным на 2014 год включает около 6500 видов и 600 родов Galerucinae s. str. и около 8000 видов и 534 рода Alticinae s. str.. В обзоре 2017 года в узком объёме Galerucinae s. str. (без Alticini) включает 7145 видов (7132 современных и 13 ископаемых) и 192 подвида из 543 родов (542 современных, 1 ископаемый). Крупнейший род Monolepta включает около 700 видов.
Древнейший вид Taimyraltica calcarata (меловой период).
Филогенетические связи Galerucinae s. ул. и Alticini дискутировались и оспаривались на протяжении многих десятилетий и до сих пор они неясны и противоречивы. Некоторые недавние исследования подтверждают включение традиционных Alticini в состав Galerucinae, но общая классификация остаётся проблемой для систематиков, поскольку ни традиционные «Galerucinae», ни традиционные «Alticinae» не являются монофилетическими группами (Bouchard et al. 2011; Nadein and Bezděk 2014; Reid 2014). Другие исследования предполагают рассмотрение обеих групп как отдельных подсемейств (например, Löbl and Smetana 2010, Ge et al. 2011, 2012; Haddad and McKenna 2016).